# Нусретіє
Мечеть Нусретіє (тур. Nusretiye Camii) — мечеть, розташована в районі Тофане в Бейоглу, Стамбул, Туреччина. Побудована у 1823–1826 роках султаном Махмудом II.

## Історія

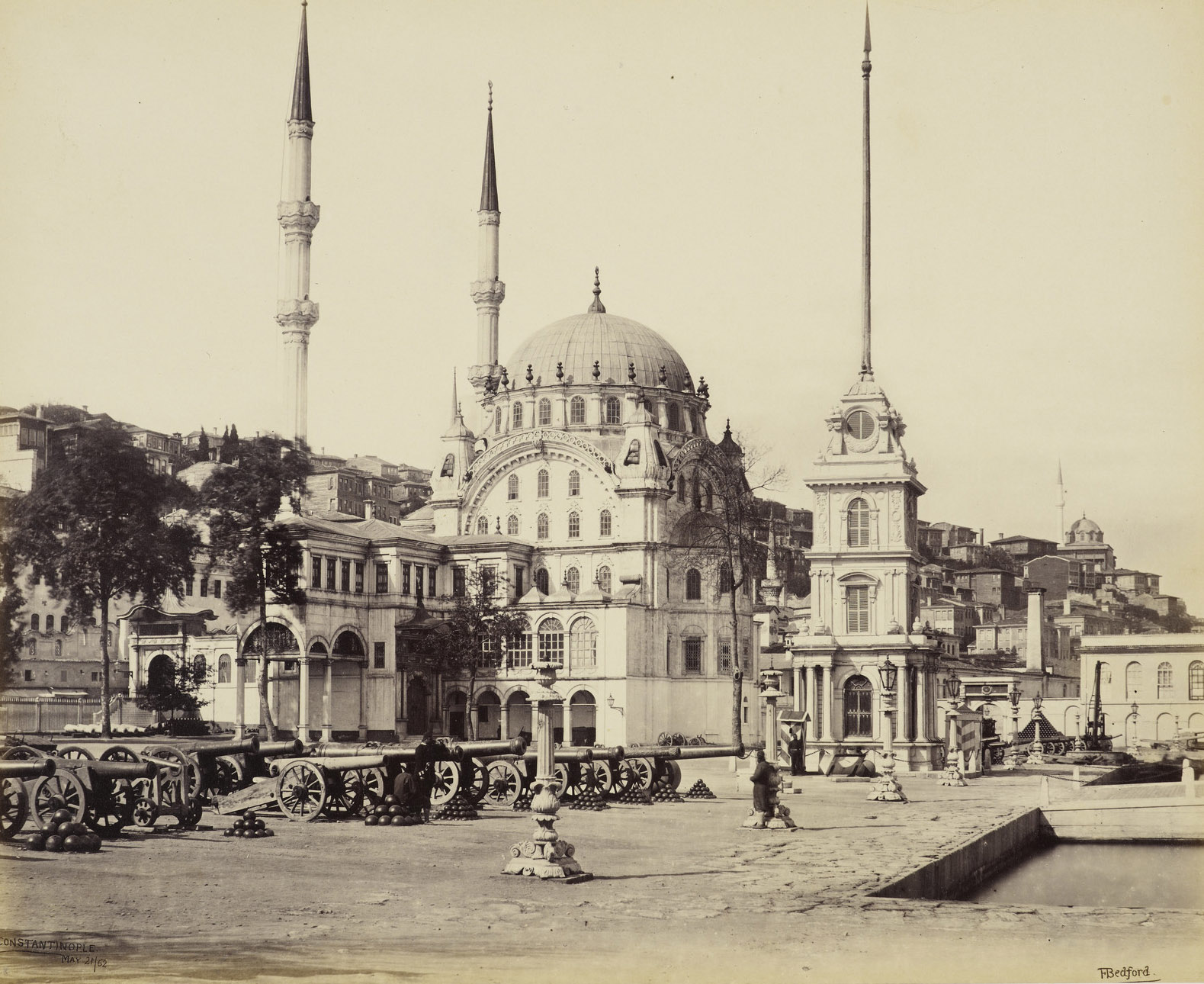
Мечеть Нусретіє і годинникова вежа Тофане (1862)

Мечеть була побудована на замовлення Махмуда II між 1822 і 1826 роками в районі Тофане. Її назва вшановує «перемогу», яку Махмуд II здобув, знищивши яничарів у 1826 році, коли завершилося будівництво мечеті. Махмуд II також побудував нові артилерійські казарми і плац біля мечеті, замінивши казарми, які були побудовані на цьому місці його попередником Селімом III і які нещодавно були зруйновані яничарами. Це продовжило зв'язок Тофане з епохою реформ, започаткованих Селімом ІІІ.
Десь між 1835 і 1839 роками Махмуд II збудував біля мечеті найстарішу годинникову вежу Стамбула — годинникову вежу Тофане. Вежа була перебудована Абдул-Меджидом I у більш монументальній формі у 1848 або 1849 році.

## Архітектура

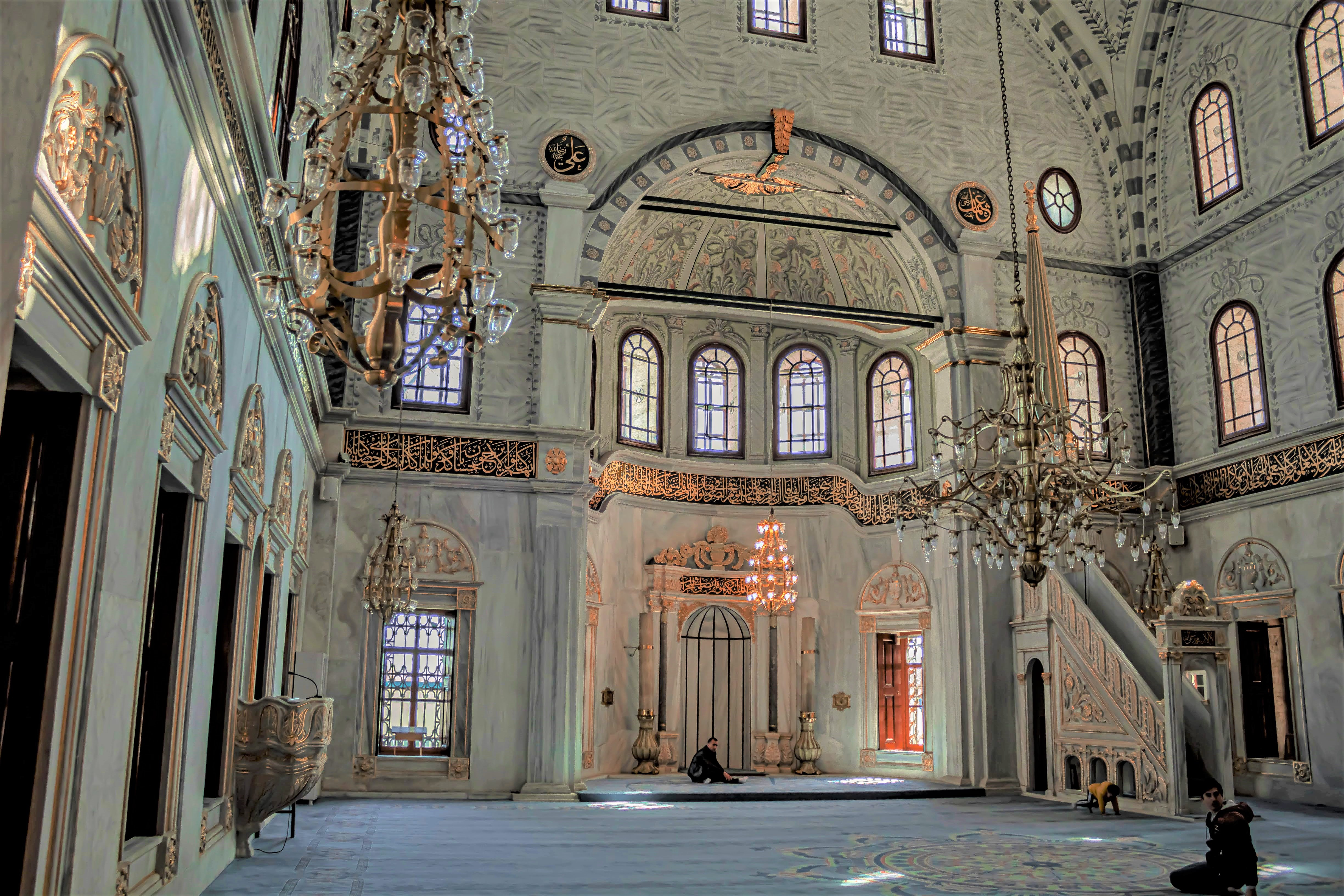
Вид зсередини мечеті (березень 2019)

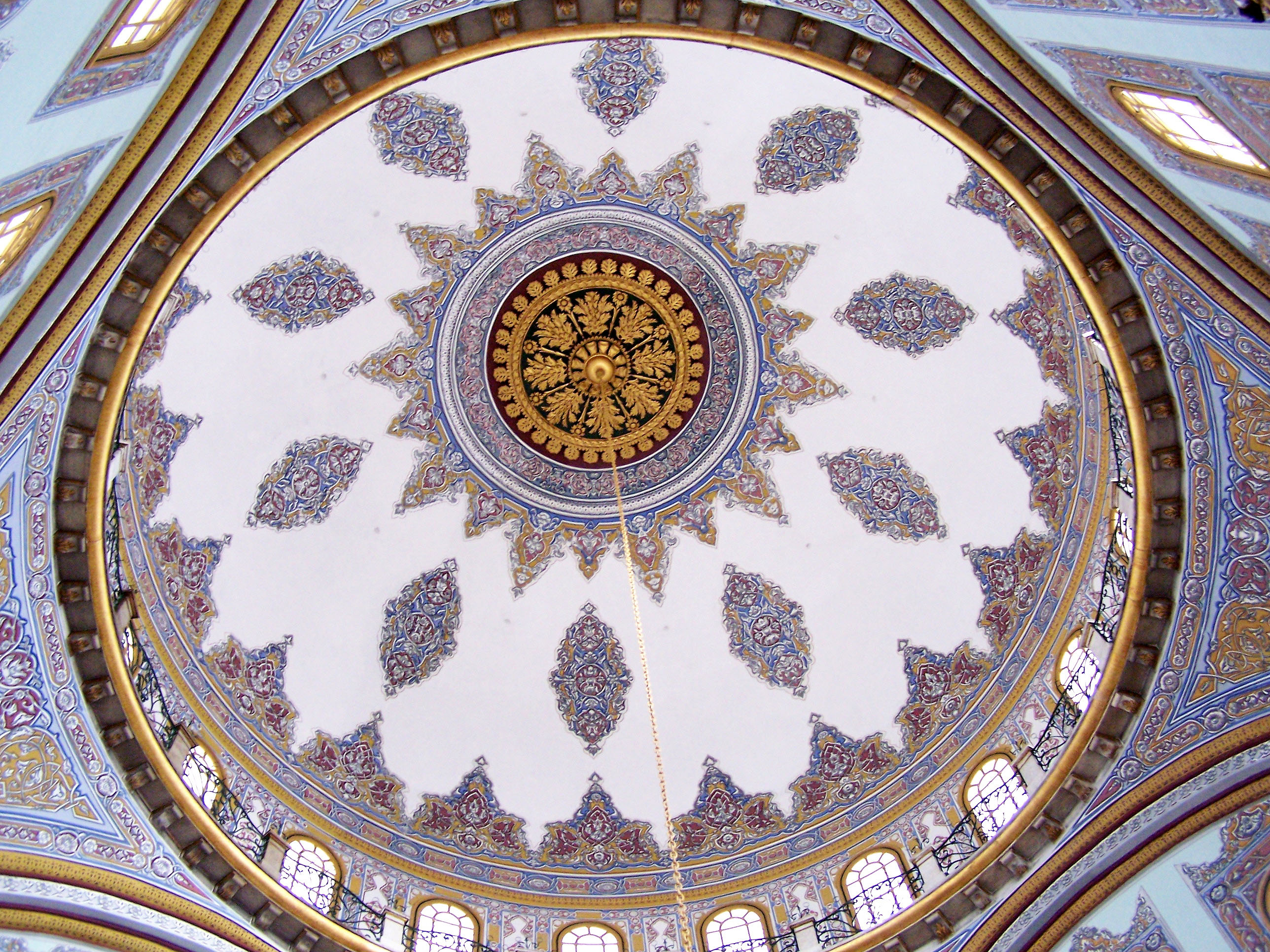
Центральний купол мечеті (квітень 2009)

Мечеть є першою великою імперською роботою Крікора Бальяна, з видатної родини вірмено-османських архітекторів Бальянів. Її іноді описують як таку, що належить до стилю ампір, але дослідники Годфрі Гудвін та Доган Кубан вважають її однією з останніх османських барокових мечетей. Унвер Рюстем описує стиль як такий, що відходить від бароко до османської інтерпретації неокласицизму. Гудвін також описує її як останню в низці пізніх імперських мечетей, що почалася з мечеті Нуруосманіє у XIII столітті.
Мечеть наслідує модель імператорської мечеті Селіма III в Ускюдарі, як видно з деяких її деталей, а також портика та двокрилого імператорського павільйону перед мечеттю. Мечеть була інноваційною в інших деталях, таких як більше використання склепінь та сходів, використання дерева замість каменю для таких елементів, як сходи, а також в оздобленні купола, де традиційний круговий арабський напис замінено на рослинний мотив листя. Незважаючи на відносно невеликі розміри, високі пропорції мечеті створюють відчуття висоти, що може бути кульмінацією тенденції, яка почалася з мечеті Аязма. Ззовні найпомітнішими деталями мечеті є надзвичайна стрункість її мінаретів та два себіли у стилі рококо, які мають яскраво хвилясті поверхні.

## Галерея

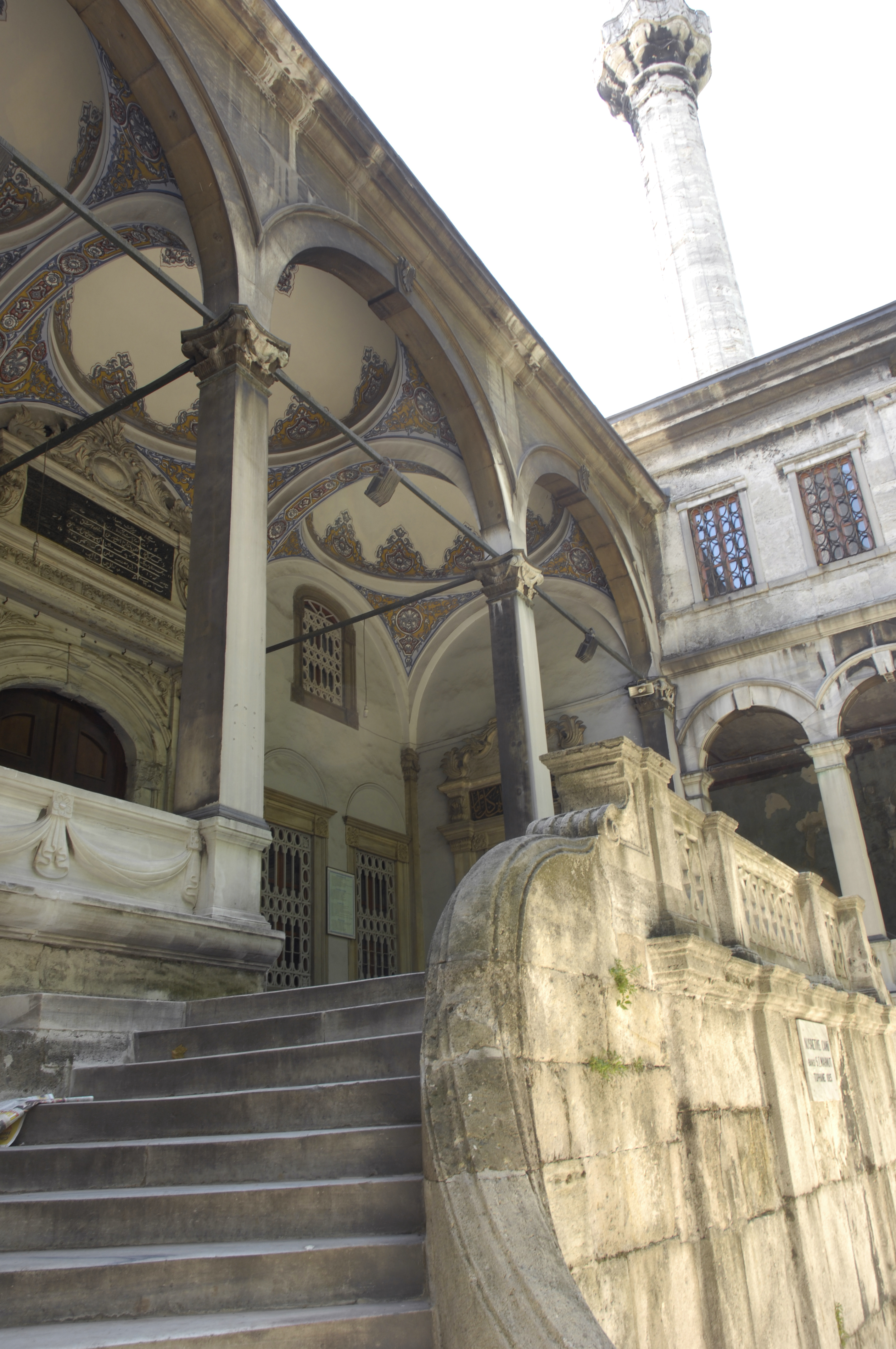
Ґанок і сходи біля входу в мечеть
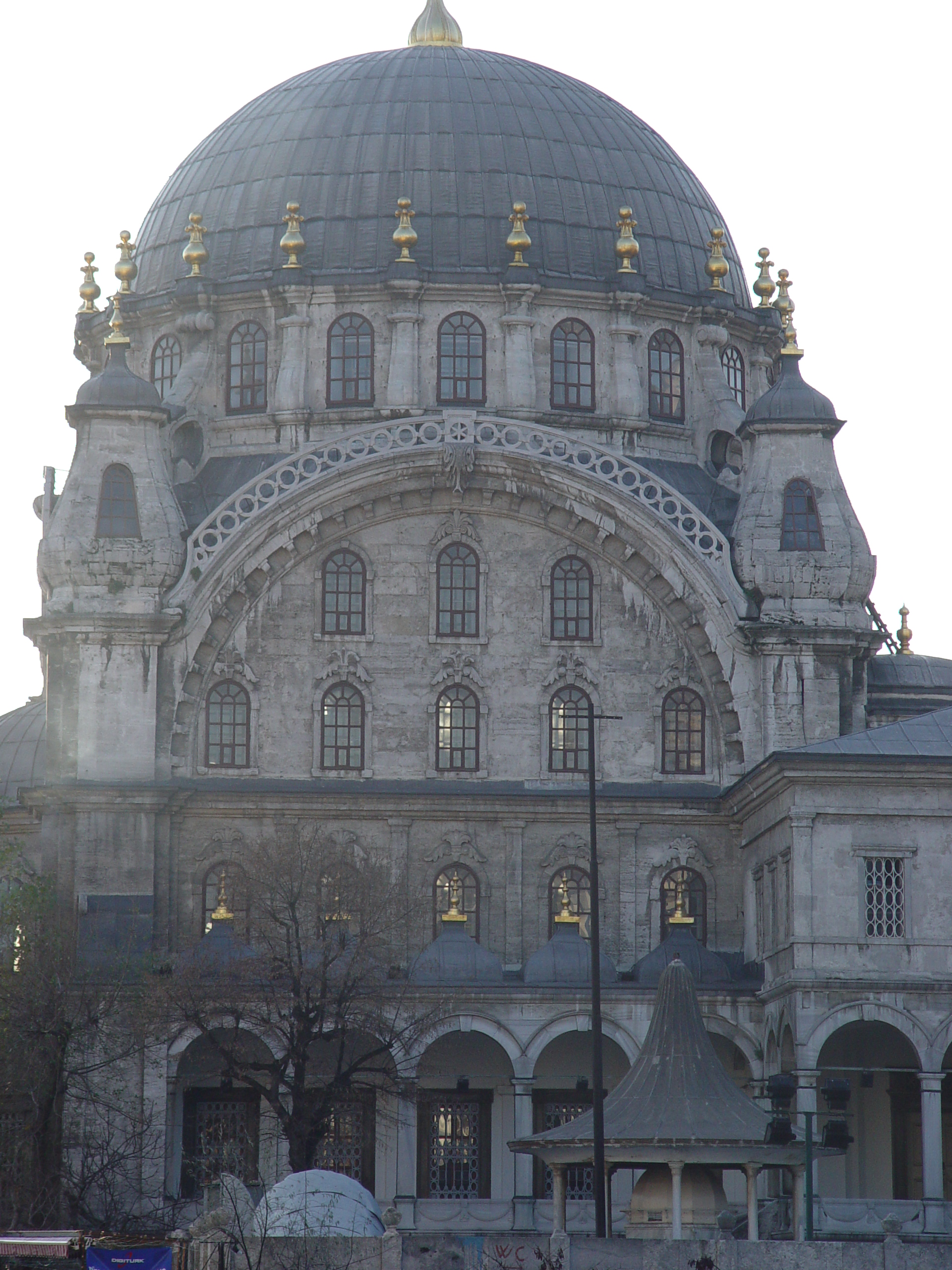
Вид на мечеть збоку
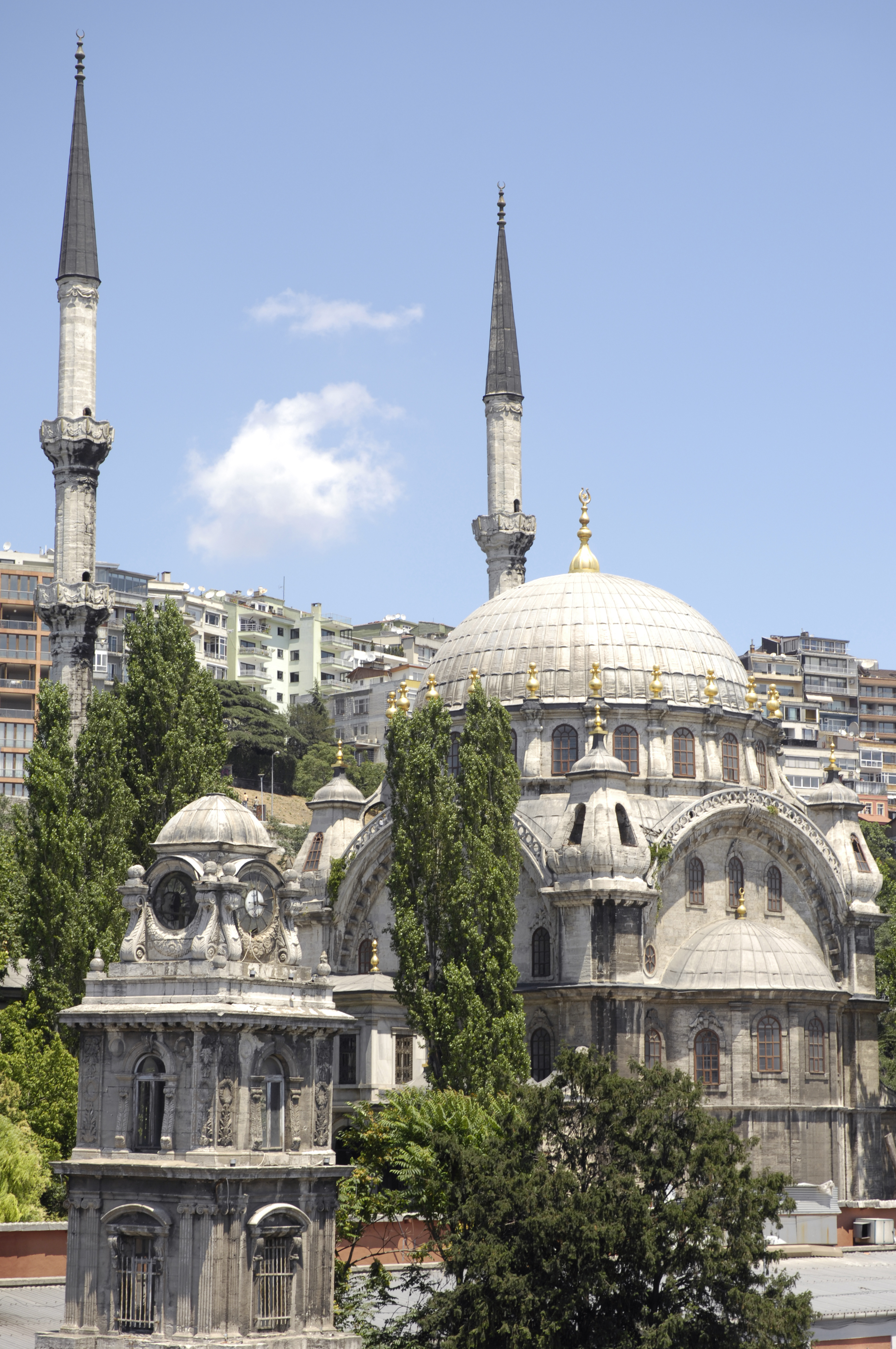
Вид на мечеть з (тодішнього) Стамбульського сучасного музею
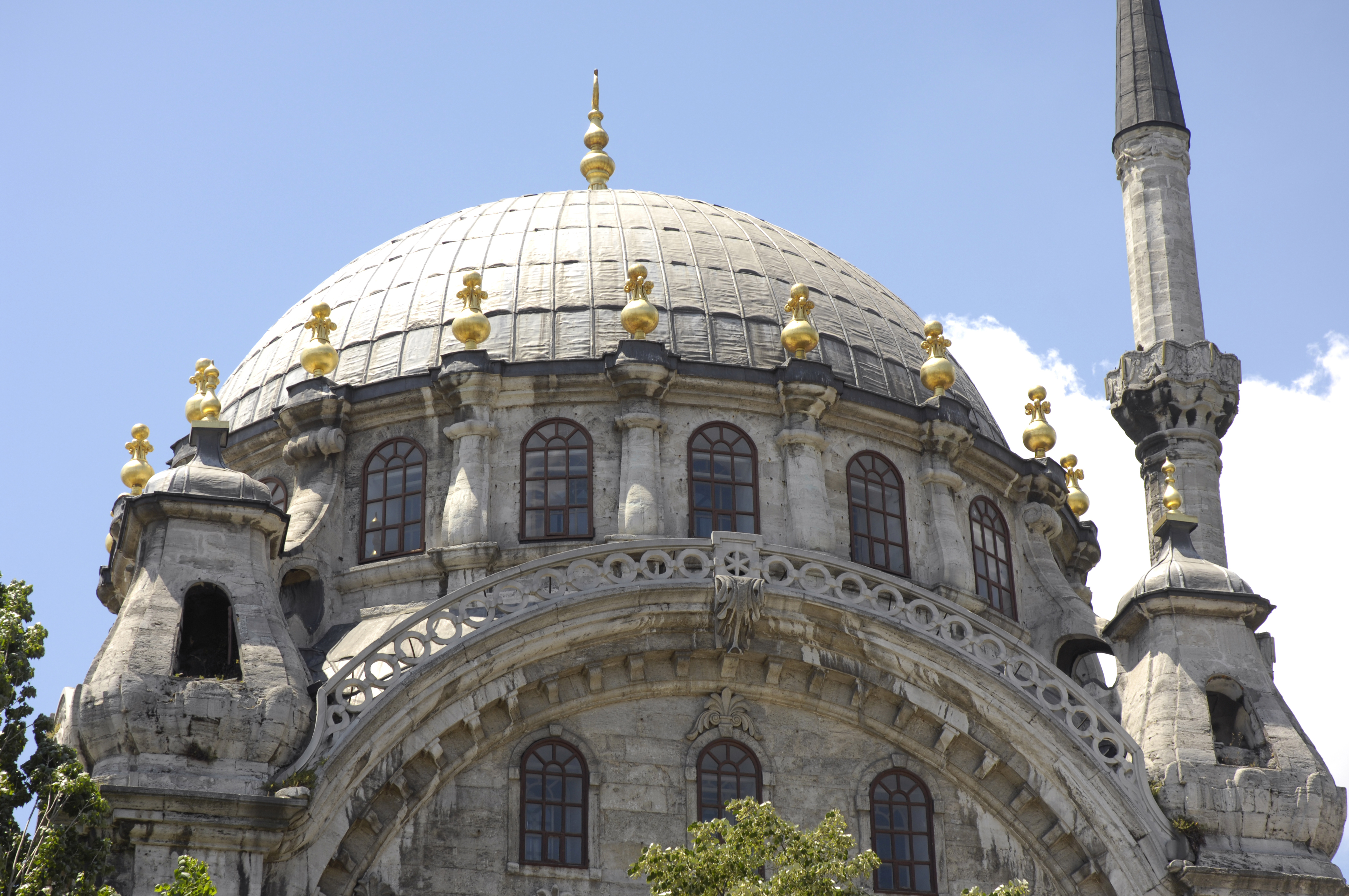
Деталь купола
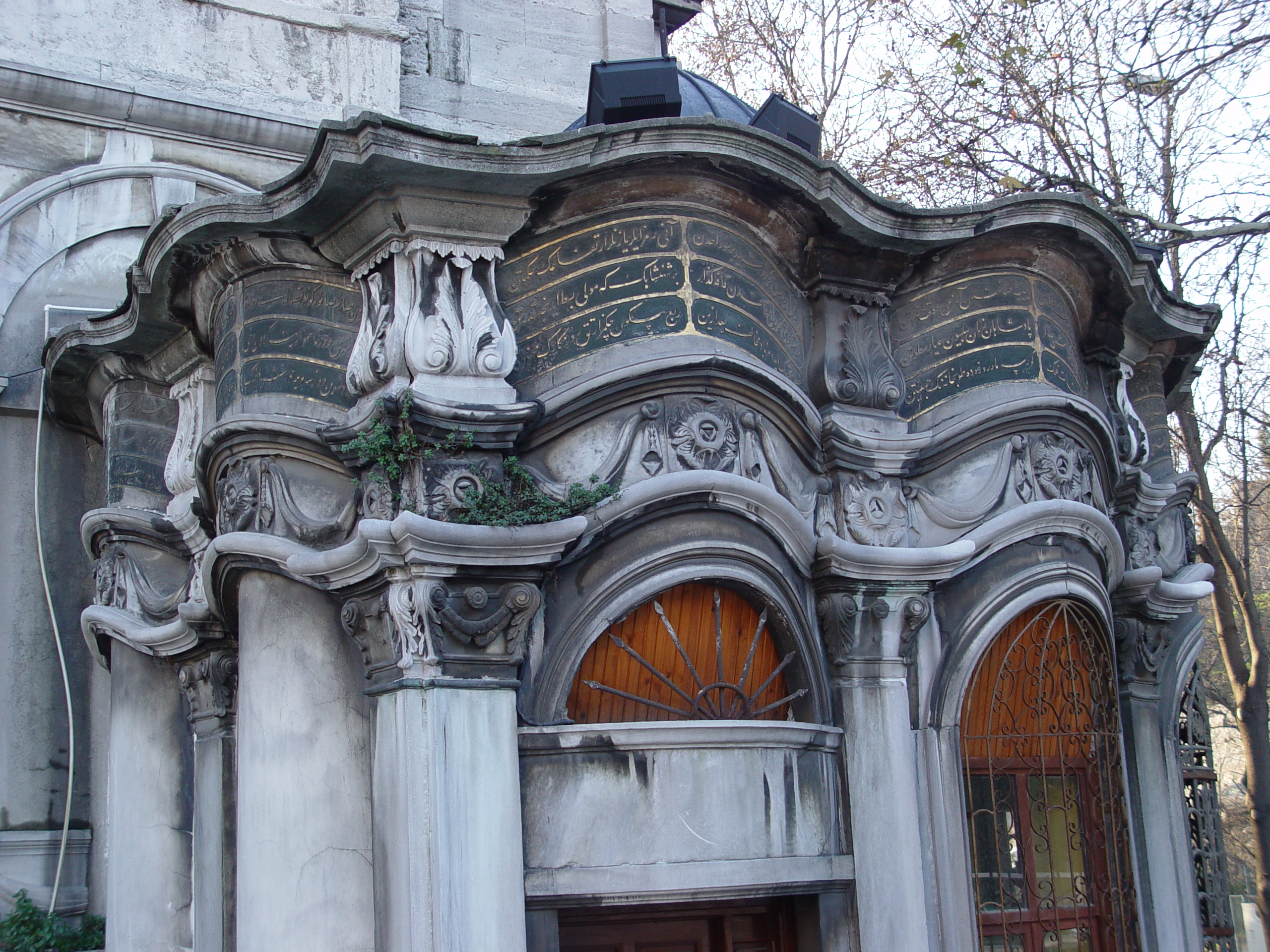
Себіль мечеті
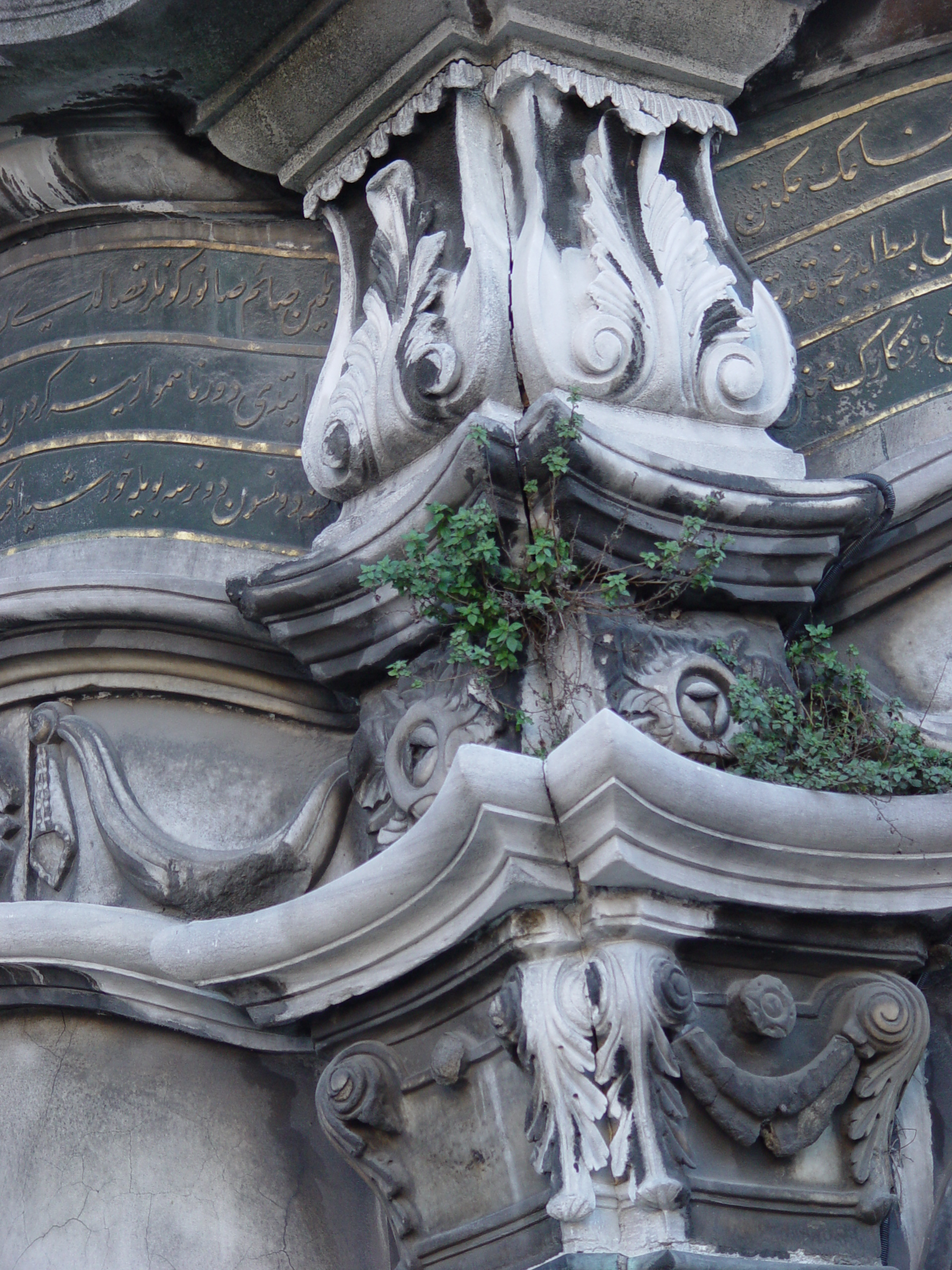
Деталь себіля
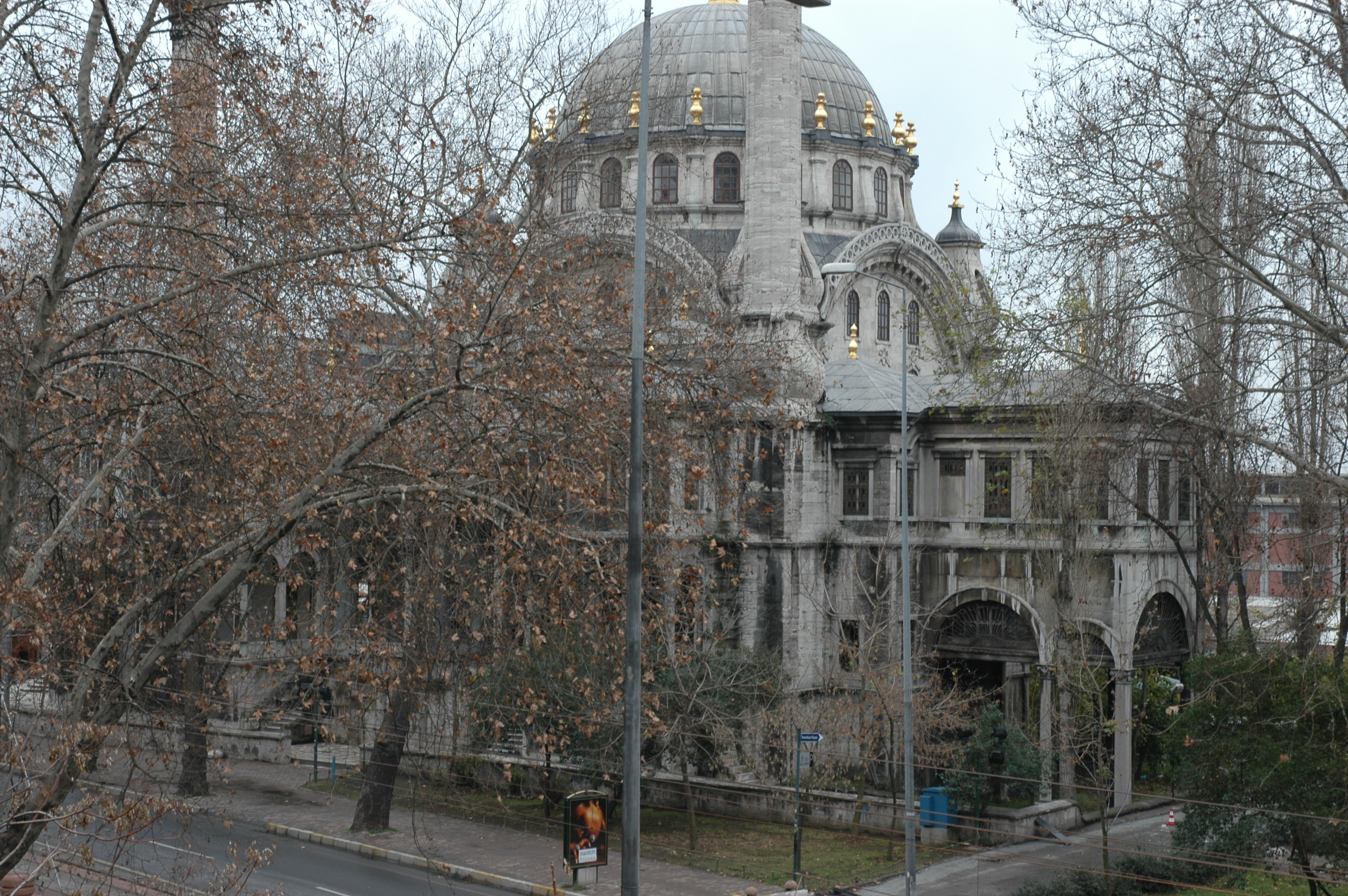
Вид на мечеть з Тофане (з головної вулиці)
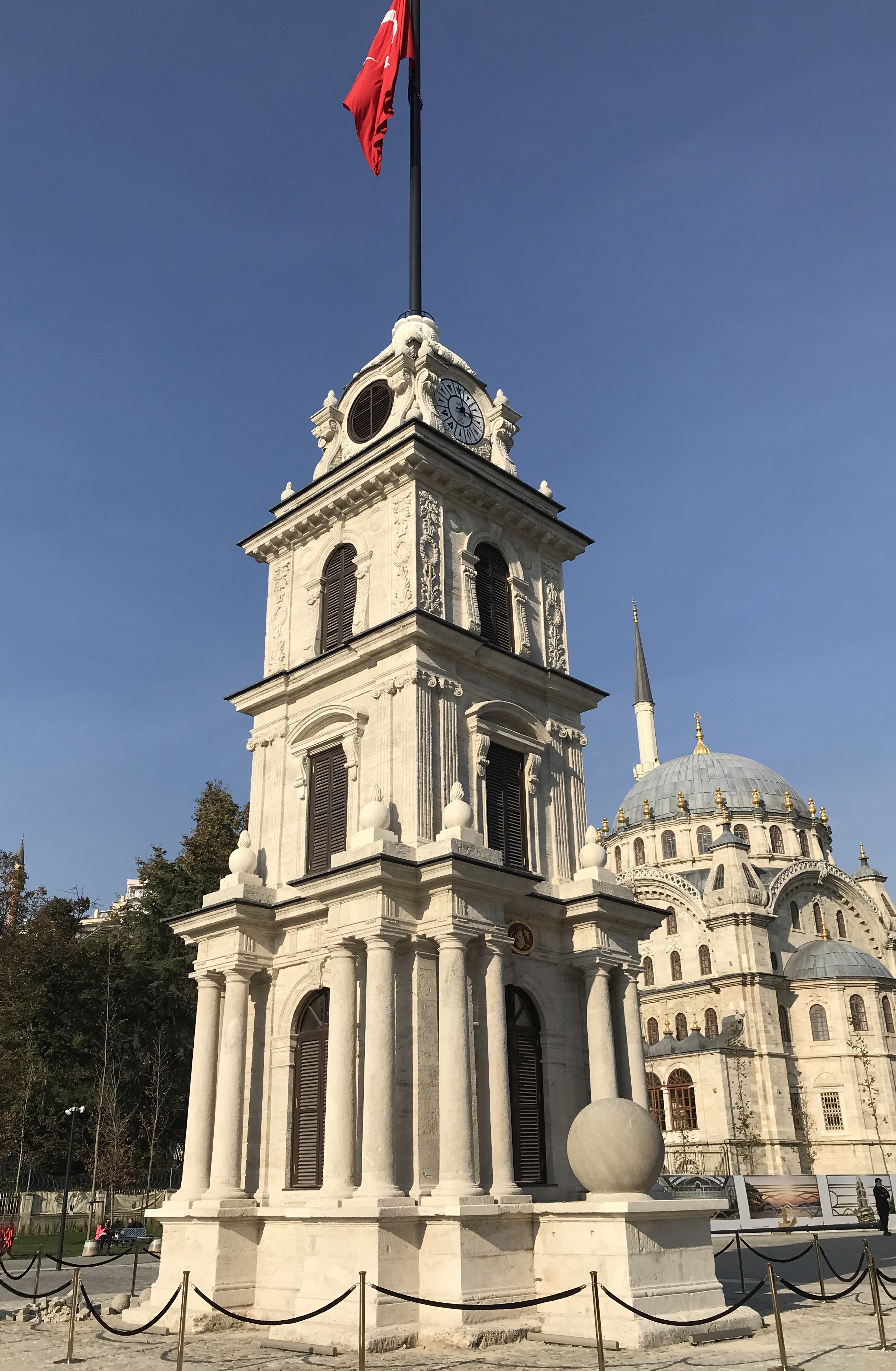
Годинникова вежа Тофане